# Штельценберг
Штельценберг (нем. Stelzenberg) — община в Германии, в земле Рейнланд-Пфальц. 
Входит в состав района Кайзерслаутерн. Подчиняется управлению Кайзерслаутерн-Зюд.  Население составляет 1171 человек (на 31 декабря 2010 года). Занимает площадь 9,23 км².